# 风围水口碑
风围水口碑，位于中国广东省梅州市五华县双华镇军营，为梅州市五华县的一个县级文物保护单位，类型为古建筑，公布时间为1984年1月。
风围水口碑的历史年代为清代。